# Hipposideros dinops
Hipposideros dinops (K. Andersen, 1905) è un pipistrello della famiglia degli Ipposideridi diffuso nelle Isole Salomone.

## Descrizione

### Dimensioni
Pipistrello di grandi dimensioni, con la lunghezza della testa e del corpo tra 88 e 105 mm, la lunghezza dell'avambraccio tra 86,1 e 98,9 mm, la lunghezza della coda tra 54 e 63 mm, la lunghezza delle orecchie tra 31 e 35 mm e un peso fino a 78 g.

### Aspetto
Le parti dorsali sono interamente bianche o con delle chiazze marroni chiare mentre le parti ventrali sono giallo-brunastre o bruno-rossastre chiare. Le orecchie sono grandi, triangolari e con una concavità sul bordo posteriore appena sotto l'estremità appuntita. La foglia nasale presenta una porzione anteriore con tre fogliette supplementari su ogni lato, un setto nasale non rigonfio e con due alette intorno alle narici, una porzione intermedia con una piccola proiezione centrale, una porzione posteriore con il margine superiore semi-circolare e provvista di tre setti che la dividono in quattro celle. Le membrane alari sono bruno-nerastre. La coda è lunga e si estende leggermente oltre l'ampio uropatagio.

## Biologia

### Comportamento
Si rifugia singolarmente o in gruppi fino a 12 individui all'interno delle grotte.

### Alimentazione
Si nutre di insetti.

## Distribuzione e habitat
Questa specie è diffusa sulle isole di Bougainville, Guadalcanal, Malaita, Nuova Georgia, San Jorge e Santa Isabel, nelle Isole Salomone.
Vive fino a 400 metri di altitudine.

## Conservazione
La IUCN Red List, considerata l'assenza di informazioni recenti sullo stato della popolazione e le eventuali minacce, classifica H.dinops come specie con dati insufficienti (DD).